# Sommer-Paralympics 2024/Teilnehmer (Botswana)
| stlisierte Goldmedaille | stlisierte Silbermedaille | stlisierte Bronzemedaille |
| ----------------------- | ------------------------- | ------------------------- |
| —                       | —                         | —                         |

Botswana entsandte für die Paralympischen Spiele 2024 in Paris zwei Leichtathleten.

## Teilnehmer

### Leichtathletik
| Athleten      | Klassifizierung | Wettbewerb | Vorlauf/Vorkampf | Vorlauf/Vorkampf | Finale        | Finale        | Rang |
| Athleten      | Klassifizierung | Wettbewerb | Zeit/Weite       | Rang             | Zeit/Weite    | Rang          | Rang |
| ------------- | --------------- | ---------- | ---------------- | ---------------- | ------------- | ------------- | ---- |
| Frauen        |                 |            |                  |                  |               |               |      |
| Gloria Majaga | T13             | 100 m      | 13,12 s (PB)     | 11               | ausgeschieden | ausgeschieden | 11   |
| Gloria Majaga | T13             | 400 m      | 59,72 s (PB)     | 10               | ausgeschieden | ausgeschieden | 10   |
| Männer        |                 |            |                  |                  |               |               |      |
| Edwin Masuge  | T13             | 400 m      | —                | —                | 49,38 s (PB)  | 5             | 5    |

PB: Persönliche Bestleistung